# Abánades
Abánades es un municipio y localidad española de la provincia de Guadalajara, en la comunidad autónoma de Castilla-La Mancha. El término municipal tiene una población de 60 habitantes (INE 2024).

## Geografía

### Ubicación
La localidad está situada a una altitud de 1039 m sobre el nivel del mar.
Su punto culminante se encuentra en el cerro de Majada Ancha; a una altitud de 1154 m; completamente amesetado y al lado de la GU-928. Abánades está salpicado de collados destacables; entre los más importante son: La Tablada, El Chaparral, Los Llanos, El Tejar y El Castillo -donde se asienta el pueblo-

### Geología
El municipio de Abánades se ubica sobre un suelo geológicamente antiguo; que da la formación del suelo arcilloso que tiene el propio municipio. Cuando la arcilla se compacta; se forma la pizarra; que es la piedra que predomina en este lugar. Debido a ser un lugar que abunda mucha arcilla; también abunda la cuarcita. El suelo de Abánades predomina pequeños mantos verdes con muy pocos árboles -xeroranker- alternando con suelo ricos en que se pueda plantar un pequeño bosque -redzina- y campos de cultivos.

### Clima
Abánades cuenta con un clima mediterráneo, etiquetándose como Csb, según la clasificación climática de Köppen. Los inviernos en Abánades suelen ser fríos; y los veranos, muy calurosos. Llueve con cierta abundancia y el viento sopla norte y noroeste.

### Hidrografía
El río Tajuña, un subafluente del río Tajo es el río más importante del municipio pues la gente del pueblo usa sus aguas para los campos de cultivos que tienen en la zona. También se puede citar el arroyo de Valdelasarna, ubicado al norte del pueblo, que también irriga distintos campos cultivables. El arroyo también es apodado «el de los Ojos» y forma un estrecho valle que discurre hacia el este hasta el Tajuña.
| Noroeste: Torremocha del Campo | Norte: Alcolea del Pinar | Noreste: Sotodosos |
| Oeste: Torremocha del Campo    |                          | Este: Esplegares   |
| Suroeste: Torrecuadradilla     | Sur: Canredondo          | Sureste: Sacecorbo |

## Historia
En los siglos X y XI, Medinaceli (hoy en la provincia de Soria), se convirtió en la capital militar de la Marca Media, manteniendo así su importancia estratégica como fortaleza defensiva contra el avance de los reinos cristianos. La reconquista de Medinaceli tuvo lugar definitivamente en el año 1104, liderada por Alfonso VI. La reconquista de Medinaceli no sólo incluía la ciudad como tal, sino también su zona de influencia, que incluía la zona de Soria y Guadalajara del norte, Rui Pérez de Abánades fue un ricohombre al servicio de Alfonso VI de León y Castilla. Participó activamente en las campañas de la Reconquista, destacando en las conquistas de Guadalajara, Madrid y Toledo. Su familia, la Casa de Abánades, tenía su sede en un lugar denominado Libredor, situado cerca de Santiago de Compostela, en Galicia. Se cree que el nombre "Libredor" podría estar relacionado con el mítico bosque de Libredón, donde según la tradición católica se encontró la tumba del Apóstol Santiago. La Casa de Abánades estaba vinculada a la nobleza gallega y asturiana, y su linaje se remonta al siglo XI. Al igual que Laranueva hereda su nombre de Gonzalo de Lara, Abánades hereda su nombre de este ricohombre que le acompañó en la reconquista. Así mismo es destacable la existencia de tres pueblos con este mismo nombre reflejados en el Becerro de las Behetrias, en la merindad de Monzón, pertenecientes al obispado de Palencia. Abanades se suso, Abanades de en medio y Abanades de Yuso. hoy desaparecidos en el término municipal de Melgar de Fernamental, donde se encuentra el acueducto de Abánades. 
Como los primeros documentos del municipio de Abánades, que tuvieron lugar en el siglo XIV, enmarcaban a Abánades dentro de la jurisdicción de Medinaceli, hace sugerir que en un pasado, el territorio que hoy ocupa el municipio perteneciera a la ciudad de Medinaceli cuando se encontraba bajo dominio árabe. La repoblación de las tierras conquistadas no tuvo lugar hasta cincuenta años más tarde. La primera vez que se menciona a Abánades fue en el siglo XIV, cuando el rey castellano Pedro I encargó el libro Becerro de las Behetrías de Castilla, pero esta cita no se corresponde con este Abánades, sino con los existentes en la merindad de Monzón, pues el becerro no relaciona las merindades de la actual provincia de Guadalajara. 
Hacia mediados del siglo XIX, el lugar tenía contabilizada una población de 125 habitantes. La localidad aparece descrita en el primer volumen del Diccionario geográfico-estadístico-histórico de España y sus posesiones de Ultramar de Pascual Madoz de la siguiente manera:

ABANADES: l. con ayunt. de la prov. de Guadalajara (12 leg.), adm. de rent. y dióc. de Sigüenza (4); part. jud. de Cifuentes (3), aud. terr. y c. g. de Castilla la Nueva (Madrid 22), sit. al pie de un cerro llamado el Castillo, en la márg. izq. del r. Tajuna, es muy espuesto á calenturas intermitentes por razon de la proximidad del r. y humedad que despide. Forman el casco de la pobl. 28 casas de mala construccion de un solo piso, que componen malas calles, irregulares y sin empedrar: el ayunt. tiene casa propia y en ella la cárcel; hay también pósito, cuyo fondo consiste en una fan. de trigo y 7 medias de avena. La igl. parr. nada ofrece de notable; tiene la advocacion de la Cátedra de S. Pedro y está servida por un párroco de nombramiento del diocesano: el cementerio está bien ventilado y seguro. Confina su term. con los de Esplegares, Sacecorbo, y Sotodosos por el E.: con el de Renales por O., con el de Canredondo y Torre Cuadradilla por el S., y por el N. con el de Cortes, distando el que mas una hora del pueblo; riégale el r. Tajuna que marcha de N. á O. sobre el cual hay un puente de silleria con 3 ojos y 9 varas de elevacion, un molino harinero y un batan: cria buena pesca de truchas, anguilas, barbos y cangrejos y no pierde su corriente: al S. del pueblo hay dos montes, el uno de chaparral, canuto bajo, y el otro de encina; entre ambos componen unas 500 fan., y en todo el term. se cultivan en dos ojas 900; hay tambien algo de pinar y un prado cuya yerba se recojo para el ganado de labor. El terreno es escabroso: los caminos de herradura y locales; sus prod. trigo, cebada, avena, garbanzos y algunas legumbres; se mantiene ademas bastante ganado lanar y no tiene otra ind. y comercio que la agrícola; cuenta 27 vec. ó 125, alm.; cap. prod. 677,780 rs., imp. 34,000 rs.; contr. 2053 rs. 11 ms. vn.
(Madoz, 1845, pp. 36-37)

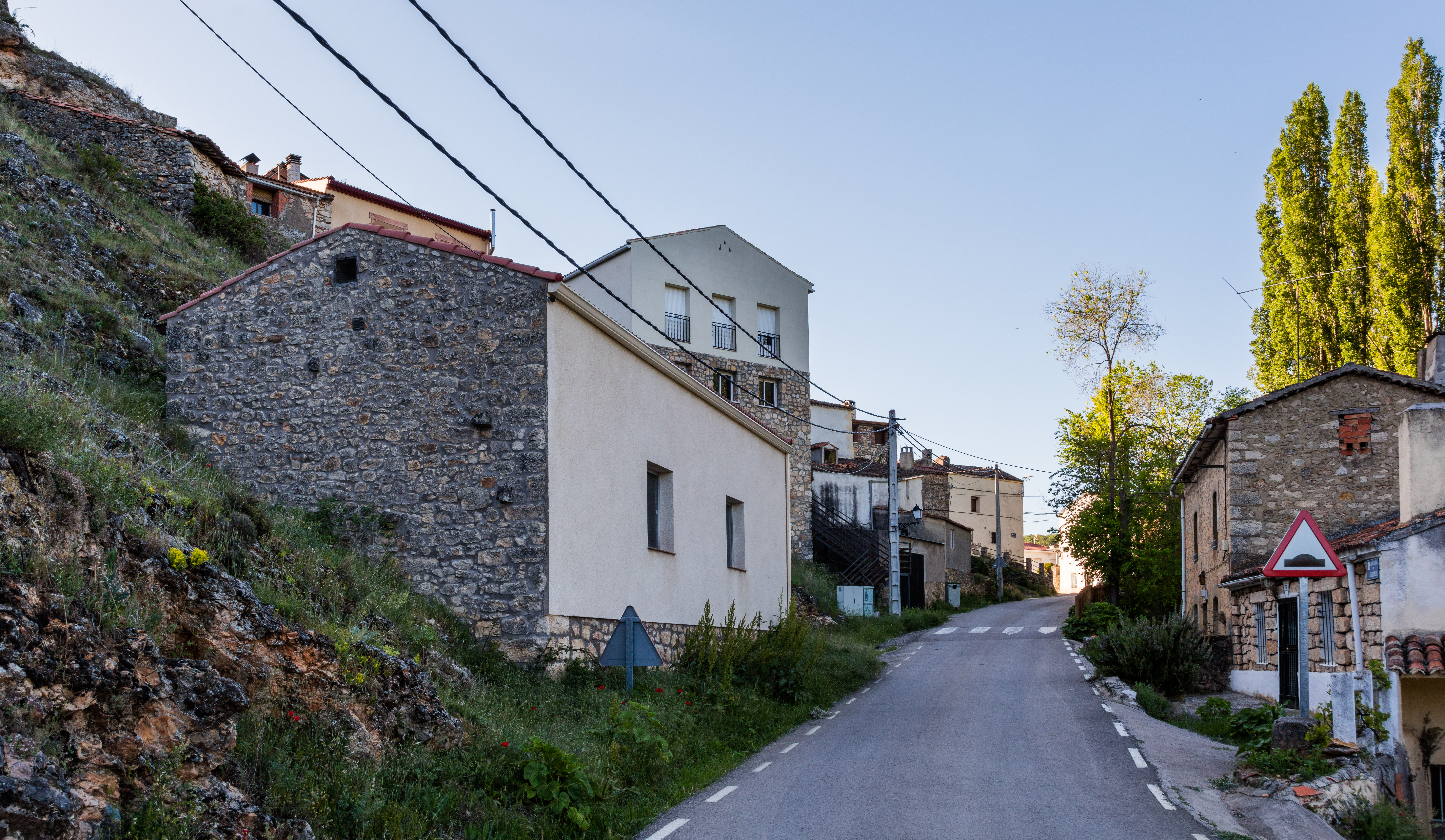
Vista de la entrada del municipio

En la historia más reciente, es destacable el papel que tuvo este municipio en cuanto a la guerra civil española, conflicto que se saldó en total con aproximadamente medio millar de bajas. En marzo de 1938, tras dos años de batallas, el bando sublevado, con el objetivo de alcanzar el Mediterráneo y fragmentar en dos el terreno de la República, inicia una ofensiva en Aragón. Para ayudar al Ejército del Este, el mayor de milicias, Cipriano Mera, actuó ofensivamente en Guadalajara. En Abánades el Batallón 268 de San Fernando arribó desde Renales situándose en el Castillo, el cual todavía no tenía ocupación republicana, siendo así la posición más avanzada de los sublevados en el sector. Tras unos intensos días de combates, el frente se estabiliza. Dicha batalla recibe el nombre de "Batalla Olvidada", una de las batallas más desconocidas de la historia de la guerra civil, a pesar de acabar con más de 7000 bajas entre ambos bandos.

## Demografía
Abánades cuenta con una población de 60 habitantes (INE 2024).
| Gráfica de evolución demográfica de Abánades entre 1842 y 2021                                                      |
| |
| Población de derecho según los censos de población del INE Población de hecho según los censos de población del INE |

## Economía
El municipio es completamente agrícola. Hay campos de cultivos que se alternan entre regadío y secano, donde se puede cultivar cereales y frutales. También cobran importancia cotos de caza y pesca.

## Símbolos
El escudo heráldico y la bandera que representan al municipio fueron aprobados por la Real Academia de la Historia. El blasón que define al escudo es el siguiente:

Escudo partido y mantelado en punta. En el primer campo, de gules, una cruz patada de plata; en el segundo campo, de sinople, una columna pareada de oro; en el mantelado, de azur, un pato de plata, con el pico de gules, y en la punta un ondado de plata y azur. Al timbre, la corona real de España.
Diario Oficial de Castilla-La Mancha n.º 17 de 27 de enero de 2015

La descripción textual de la bandera es la siguiente:

Bandera horizontal, de proporción 2:3, con una banda vertical de gules (1/3) al asta, con el escudo heráldico municipal, y dos franjas horizontales, la superior de sinople (1/2) y la inferior de azur (1/2).
Diario Oficial de Castilla-La Mancha n.º 17 de 27 de enero de 2015

## Patrimonio
Destaca especialmente la iglesia parroquial de San Pedro, que data del siglo XIII. Otro edificio destacado es la ermita de Nuestra Señora de las Mercedes.

## Fiestas
El municipio de Abánades celebra sus fiestas municipales patronales entre el primer fin de semana de agosto y el 24 de septiembre. En ellas se honra a la patrona del Abánades, Nuestra Señora de La Merced. En esas fiestas, que son las de mayor importancia de la localidad, se realizan juegos, espectáculos y actuaciones musicales, bailes y otro tipo de actividades de ocio y entretenimiento, así como una misa en honor a la patrona. Asimismo, el día 15 de mayo también se organizan festejos en el pueblo, en honor este caso a San Isidro.